# Treurspeler tegen wil en dank
Treurspeler tegen wil en dank of Een tragicus tegen wil en dank met als ondertitel Uit het leven van een datsjabewoner (Russisch: Тра́гик понево́ле (Из да́чной жи́зни)) is een eenakter van Anton Tsjechov. Hij schreef het begin mei 1889 op basis van zijn korte verhaal Een van velen (Один из многих) uit 1887. De première vond plaats op 1 oktober 1889 in de Duitse club in Sint-Petersburg. Tijdens Tsjechovs leven verscheen de tekst alleen in druk als gelithografeerd toneelscript in juni 1889. De humoristische schets is een van de acht vaudeville-stukken die hij in de loop der jaren schreef en waartoe ook De beer, Het jubileum, Het aanzoek en Over de schadelijkheid van tabak behoren.

## Synopsis
Een tot het uiterste getergde huisvader stort zijn hart uit bij een vriend, die maar met een half oor naar hem luistert, met alle gevolgen van dien.

## Personages
Ivan Ivanovitsj Tolkatsjov (Иван Иванович Толкачов)
Huisvader
Aleksej Aleksejevitsj Moerasjkin (Алексей Алексеевич Мурашкин)
Zijn vriend

## Nederlandse vertalingen
- Charles B. Timmer (vertaald als Een tragicus tegen wil en dank): Anton P. Tsjechow, Verzamelde werken VI. Toneel, Amsterdam, G.A. van Oorschot, 1956, p. 619
- Marja Wiebes & Yolanda Bloemen (vertaald als Treurspeler tegen wil en dank): A.P. Tsjechov, Verzamelde Werken VI. Toneel, Amsterdam, G.A. van Oorschot, 2013, p. 305